# Michael Nordberg
Michael Nordberg (født 10. april 1930 i Stockholm, død 11. juli 2016) var en svensk historiker.
Begyndte sine studier med at læse oldpersisk, men gik efterhånden over til historie. Blev docent ved Stockholms universitet i 1964 og gik af som lektor sammesteds i 1995.
Michael Nordberg er mest kendt for sin kritik af den skabelonagtige beskrivelse af historien; for eksempel den traditionelle opfattelse af middelalderen som mørk og bagstræberisk. Derudover regnes hans bog om islams historie, Profetens folk, for en af de bedste fremstillinger om emnet skrevet på svensk.